# 溪木賊
溪木賊（Equisetum fluviatile），又名水問荊或水木賊，是多年生植物，一般沿淡水岸邊或淺水中茂密的生長。

## 生理
溪木賊是草本植物，高30-100厘米。莖呈深綠色，直徑長2-8毫米，表面光滑，有10-30節。在每一節中，莖上都有5-10毫米長細小及黑色葉端的鱗片葉。很多莖上都有短小長約1-5厘米的枝子，最長的枝子則位於莖的中下部。側枝幼長，呈深綠色，有1-8個結節，每結節有5片鱗片葉。
溪木賊的縱溝是木賊屬中最大的，佔了莖部的80%。溪木賊可以於結節位伸縮，而生殖枝及有營養枝的外表相似。
溪木賊可以孢子及從根莖以營養方法生殖。它主要是營養的方法來繁殖，從根莖中長出大部份的嫩枝。在一些枝端上會長出孢子。孢錐呈黃綠色，長1-2厘米及闊1厘米。

## 分佈
溪木賊分佈在北半球的溫帶，由歐亞大陸南部至西班牙中部、義大利北部、高加索、中國、韓國及日本，並在北美洲的阿留申群島至紐芬蘭島、俄勒岡州以南、愛達荷州、蒙大拿州西北、懷俄明州東北、西維珍尼亞州及維珍尼亞州都有。
溪木賊有時會被視為入侵物種，原因是它們非常堅韌，如在花園沒有限制它們的生長，會傾向排擠園內的其他植物。建議將它連根莖於盆內種植。
溪木賊很多時會與犬問荊混淆，不過犬問荊的莖較粗糙，結節較少，縱溝較細及孢錐較長，約有2-4厘米長。

## 用途
歐洲人及美洲原住民會以溪木賊作擦磨之用，原因是它的莖上有高的矽含量。嫩枝是可以食用的。古希臘及古羅馬會以溪木賊作為止血及治療腎臟失調、潰瘍及結核，古中國會則會用它來治療輕微的視界阻害。它會吸收土壤中的重金屬，很多時會作為金屬的生物檢定。
根據卡爾·林奈（Carolus Linnaeus）所記，馴鹿會吃溪木賊。在瑞典北部溪木賊會作為牛的飼料，因有指它們可以增加牛乳的產量。但馬從不接觸溪木賊。一些水鳥會吃其根莖及枝子。

## 外部連結
- 溪木賊的基本資料（英文） （页面存档备份，存于）